# Verbascum thapsus
Verbascum thapsus, popularmente llamado verbasco, hierba del paño, o gordolobo (al igual que otras especies), es una especie de la familia Scrophulariaceae natural de Europa, Asia occidental, África, Norteamérica, Sudamérica y en el Himalaya,  crece en terrenos incultos, taludes y praderas secas.

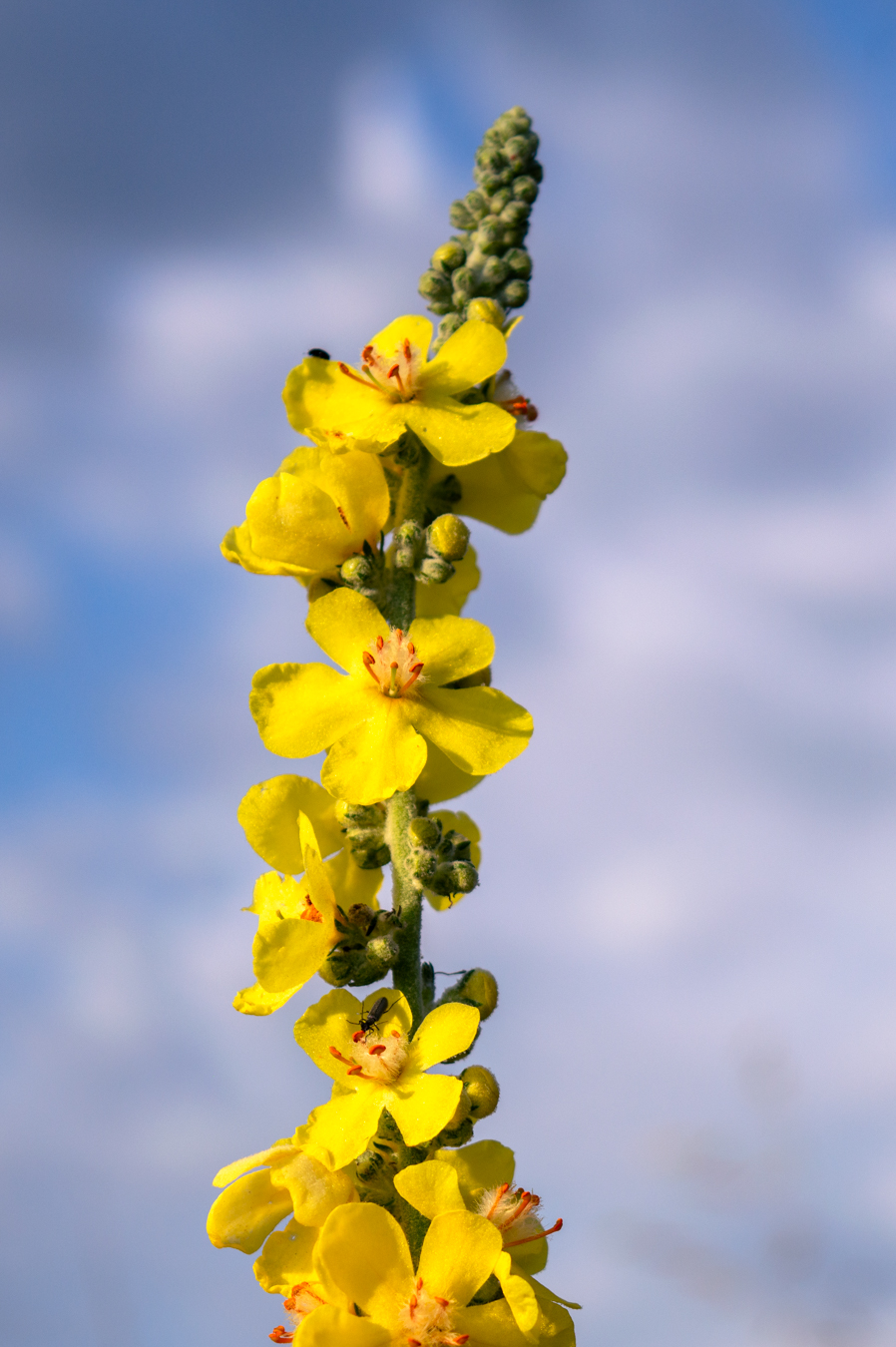
Detalle de la flor.

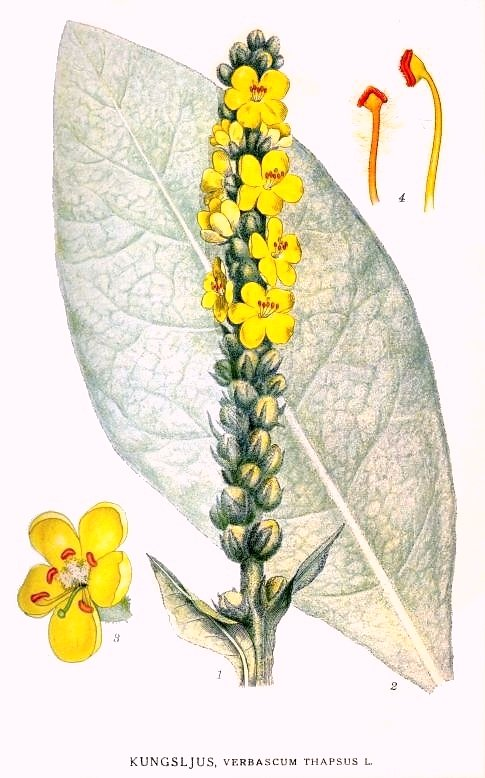
Ilustración

## Características
Es una planta herbácea bienal que alcanza 2 m de altura. Tallo erecto ramificado y lanoso. Las hojas de hasta 50 cm de largo son ovales lanceoladas, alternas, afieltradas de pelusa blanca o plateada, formando una roseta basal el primer año. Durante el segundo año se alza un único tallo floral de 1 a 2 m de altura, este termina en una inflorescencia, constituida por un racimo denso con numerosas flores de color amarillo claro.
Las flores son pentámeras, casi sésiles y con pedículos muy cortos (2 mm). Poseen cinco estambres de dos tipos: tres superiores más cortos con filamentos cubiertos de vello amarillo o blancuzco y anteras pequeñas, mientras que los dos inferiores tienen filamentos glabros y anteras mayores, todos ellos están fundidos a los pétalos. El cáliz es tubular de cinco lóbulos y una corola de cinco pétalos, el último de los cuales es de color amarillo claro y 2,5 cm más estrecho.
Esta planta produce pequeñas cápsulas ovoides (6 mm) que se parten en dos mitades. Cada cápsula tiene gran número de diminutas semillas marrones (menos de 1 mm).

## Propiedades
- Las flores tienen pigmento amarillo que ya utilizaban las mujeres romanas para poner rubio el cabello.
- Espectoral utilizándose contra asma y bronquitis.
- Los fomentos de la planta se utilizan contra las hemorroides.
- Por su acción expectorante y mucolítíca se pueden usar en Tinturas medicinales para aliviar ciertos síntomas asociados al tabaquismo.
- Como aditivo para piensos animales, Tintura de gordolobo/candelaria

- Categoría: aditivos organolépticos.
- Grupo funcional: Compuestos aromatizantes. Destinado a pollos, pavos, conejos, cerdos y terneros, corderos y cabritos de engorde, Salmónidos, excepto con fines de reproducción.
El aditivo se incorporará al pienso en forma de premezcla.
REGLAMENTO DE EJECUCIÓN (UE) 2022/702 DE LA COMISIÓN de 5 de mayo de 2022, relativo a la autorización de la tintura de gordolobo/candelaria como aditivo en piensos para determinadas especies        animales https://eur-lex.europa.eu/legal-content/ES/TXT/HTML/?uri=CELEX:32022R0702&from=ES

## Taxonomía
Verbascum thapsus fue descrita por Carlos Linneo y publicado en Species Plantarum 1: 177. 1753.
Citología
Número de cromosomas de Verbascum thapsus (Fam. Scrophulariaceae) y táxones infraespecíficos: 2n=36
Etimología
Verbascum: nombre genérico que deriva del vocablo latino Barbascum (barba), refiriéndose a la vellosidad que cubre la planta.
Thapsus: epíteto geográfico que alude a su localización en (Tapso (Italia)) Sicilia.
Variedades
- Verbascum thapsus L. forma candicans House
- Verbascum thapsus L. subsp. neglectum (Guss.) Arcang.
- Verbascum thapsus L. var. glabrum Cariot & St.-Lag.
- Verbascum thapsus L. var. gymnostemon Rouy
- Verbascum thapsus L. var. pseudothapsiforme (Rapin) Rouy

Sinonimia
| - Verbascum alatum Lam., nom. illeg. - Verbascum angustius Schrank ex Schrad. - Verbascum bicolle F.W.Schmidt 1794 - Verbascum bicolle Roem. & Schult. 1819 - Verbascum blattaria J.A.Schmidt, nom. illeg. hom., non L. - Verbascum canescens Jord. ex Boreau - Verbascum decurrens Stokes - Verbascum elongatum Willd., nom. illeg. hom., non Moench - Verbascum indicum Wall. - Verbascum intermedium Leman ex Roem. & Schult. - Verbascum lanatum Gilib., nom. inval. - Verbascum linnaei Opiz ex Bercht. et al. - Verbascum majus Bubani - Verbascum mas Garsault, nom. inval. | - Verbascum neglectum Guss. - Verbascum officinarum Crantz - Verbascum pallidum Nees - Verbascum plantagineum Moris - Verbascum pseudothapsiforme Rapin - Verbascum salgirensis Soldano - Verbascum schraderi G.Mey. - Verbascum simplex Hoffmanns. & Link - Verbascum spectabile Salisb., nom. illeg. - Verbascum subalpinum Schur - Verbascum tapsus Neck. - Verbascum thapsiforme Guss., nom. illeg. hom., non Schrad. - Verbascum thapsoides Schrank ex Schrad., nom. illeg. hom., non L. - Verbascum thapsum St.-Lag., nom. illeg. hom., non L. - Verbascum visianianum Rchb.f. |

## Nombres comunes
Acerones, anagálide acuática, barbasco, barbasco grande, berula, candela regia, candelaria, candelera, casamo, engordalobo, engordolobo, friegaplatos, gordolobo, gordolobo blanco macho, gordolobo común, gordolobo macho, guardalobo, guardalobos, guardilobo, guardolobo, guardolobos, hopo de zorra, jopo de zorra, moñigas de lobo, oreja de lobo, orejas de lobo, palo, pencas de verdelobo, rabasco, tripo, turciburci, verbasco, verdelobo.
En Sudamérica: Yerba de paño.